# 정인지 (배우)
정인지(1984년 6월 12일 ~ )는 대한민국의 영화 배우, 뮤지컬 배우, 연극 배우이다.

## 학력
- 브니엘예술중학교 성악과 (졸업)
- 브니엘예술고등학교 성악과 (졸업)
- 경희대학교 연극영화학과 (졸업)

## 출연작

### 영화
- 《장롱》 (1999)
- 《동갑내기 과외하기》 (2003)
- 《1분 동안》 (2005)
- 《우리 쫑내자!》 (2006)
- 《매기, 내 사랑하는 매기야》 (2007)
- 《소꿉놀이》 (2007)
- 《그림자》 (2007)
- 《사랑은 쉬지 않는다》 (2008)

### 드라마
- 1998년 EBS 《학교 이야기》
- 2001년 KBS2 《학교4》
- 2003년 KBS2 《드라마시티 - 낭랑 18세》 - 서현주 역
- 2022년 Apple TV+ 《파친코》 - 김양진 역
- 2022년 MBC 《팬레터를 보내주세요》 - 윤아영 역
- 2024년 Apple TV+ 《파친코 시즌2》 - 김양진 역

### 뮤지컬
- 《숲 속으로》 (2005)
- 《위대한 캣츠비 Season1》 (2007)
- 《그리스》 (2008)
- 《위대한 캣츠비 Season3》 (2008)
- 《창작뮤지컬 한 여름밤의 꿈》 (2009)
- 《그리스》 (2009)
- 《달콤한 인생》 (2010)
- 《시야 플랫폼 - 배우들》 (2014)
- 《52blue》 (2015)
- 《벽을 뚫는 남자》 (2015)
- 《나와 나타샤와 흰 당나귀》 (2016)
- 《더 넥스트 페이지》 (2016)
- 《정화된 밤》 (2017)
- 《순수의 시대》 (2017)
- 《나와 나타샤와 흰 당나귀》 (2017)
- 《다크 레이디》 (2018)
- 《베르나르다 알바》 (2018)

### 연극
- 《스탑 키스 - 2009 SFPF 참가작》 (2009)
- 《음악에세이》 (2010)
- 《서릿빛 소녀》 (2014)
- 《날 보러와요》 (2016)
- 《보도지침》 (2017)
- 《추남, 미녀》 (2019)

### 광고
- 가정의 채널 캠페인 광고
- 농심 너구리
- 포테토칩

## 같이 보기
- 학교
- 여욱환
- 하지원